# Alliance Photo
Alliance Photo era un'agenzia fotografica specializzata fondata nel 1934 dalla fotografa Maria Eisner, insieme a Rene Zuber e Pierre Boucher, tra le più note a Parigi e attiva negli anni trenta.

## Storia
Da un incontro tra Maria Eisner e René Zuber organizzato da André Lejard, redattore capo della rivista Arts et Métiers Graphiqu, nacque l'Associazione Alliance-Photo. Questa agenzia fotografica, creata a Parigi da Maria Eisner e René Zuber poi Pierre Boucher all'inizio del 1933, venne ufficializzata il 7 dicembre 1934. Altri fotografi dello Studio Zuber, come Denise Bellon, Emeric Feher e Pierre Verger, così come Ina Bandy, si unirono ad Alliance-Photo.
L'agenzia cessò la sua attività nell'autunno del 1939 perché Maria Eisner, essendo ebrea, dovette fuggire da Parigi.